# Diamond Head (Phil Manzanera)
| Recensione   | Giudizio    |
| ------------ | ----------- |
| AllMusic     | [ 3 ]       |
| Sputnikmusic | 3.5 (Great) |

Diamond Head è l'album di esordio del chitarrista rock britannico Phil Manzanera, pubblicato nell'aprile del 1975 dalla Island Records.

## L'album
Manzanera era reduce dai successi ottenuti con i primi quattro dischi dei Roxy Music, il gruppo che l'ha reso famoso. L'album viene registrato tra il 1974 ed il 1975 agli Island Studios di Londra contemporaneamente a Mainstream, il primo album dei Quiet Sun, la precedente band di Manzanera che si era sciolta nel 1972 dopo aver preparato diversi brani mai pubblicati. Una parte di questo materiale viene usato per la realizzazione di Diamond Head.
Il cast di musicisti che partecipano comprende buona parte della formazione dei Roxy e tutta quella dei Quiet Sun, su tutti spiccano i nomi di Brian Eno, Andy Mackay, Robert Wyatt e John Wetton. La musica subisce le influenze di diversi generi, i brani che Manzanera firma con Eno, Wyatt, Wetton e MacCormick si richiamano al sound tipico di questi musicisti, mentre quelli che compone da solo sono diversi tra loro, dalle strumentali Diamond Head, The Flex e East of Echo, per finire a Lagrima, un duetto con l'oboe di Mackay dai sapori latini, un ritorno alle origini di Manzanera che ha passato parte dell'infanzia ai Caraibi, un percorso che verrà spesso ripreso nei lavori successivi del chitarrista.
Il brano Frontera, una composizione dei Quiet Sun che sarà rielaborata col titolo Team Spirit nell'album Ruth Is Stranger Than Richard di Wyatt pubblicato nello stesso anno, viene qui presentata con un ritmo brillante e cantata in spagnolo dallo stesso Wyatt, che nel suo album la eseguirà in inglese. Alcune delle tracce di Diamond Head saranno riproposte l'anno successivo in 801 Live, l'album di esordio degli 801, una band dello stesso Manzanera.
A causa degli alti costi di affitto della sala d'incisione, la produzione dell'album viene effettuata in fretta ed in maniera basilare, gli unici interventi di rilievo sono le manipolazioni elettroniche di Eno, eseguite in particolare sulle chitarre.

## Accoglienza
L'accoglienza della critica è entusiastica, viene definito uno dei migliori album del 1975 ed imperdibile per gli estimatori dei Roxy, meno calorosa la risposta del pubblico, arriverà al numero 40 delle classifiche di vendita britanniche nel maggio del 1975.
Il disco ha ispirato il nome della band Diamond Head.

## Tracce
Lato A
1. Frontera – 4:02 (Phil Manzanera, Robert Wyatt)
2. Diamond Head – 4:30 (Phil Manzanera)
3. Big Day – 3:44 (Phil Manzanera, Brian Eno)
4. The Flex – 3:32 (Phil Manzanera)
5. Same Time Next Week – 4:45 (John Wetton, Phil Manzanera)

Lato B
1. Miss Shapiro – 6:40 (Phil Manzanera, Brian Eno)
2. East of Echo – 5:45 (Phil Manzanera)
3. Lagrima – 2:27 (Phil Manzanera)
4. Alma – 6:48 (Phil Manzanera, Bill MacCormick)

### Bonus Tracks
Il brano Car Rhumba, con la partecipazione di Mongezi Feza alla tromba, era stato registrato insieme agli altri brani ma scartato dalla pubblicazione originale, comparirà come bonus track a partire dall'edizione della Virgin del 1999. Sorte analoga subisce Corazon Y Alma, una vecchia composizione dei Quiet Sun che verrà introdotta in una delle edizioni successive di Diamond Head.
Edizione CD del 2011, pubblicato dalla Expression Records (EXPCDIR)
1. Frontera – 4:02 (Phil Manzanera, Robert Wyatt)
2. Diamond Head – 4:30 (Phil Manzanera)
3. Big Day – 3:44 (Brian Eno, Phil Manzanera)
4. The Flex – 3:32 (Phil Manzanera)
5. Same Time Next Week – 4:45 (John Wetton, Phil Manzanera)
6. Miss Shapiro – 6:40 (Brian Eno, Phil Manzanera)
7. East of Echo – 5:45 (Phil Manzanera)
8. Lagrima – 2:27 (Phil Manzanera)
9. Alma – 6:48 (Bill MacCormick, Phil Manzanera)
10. Carhumba – 4:48 (Phil Manzanera) – Bonus Track
11. Corazon y alma – 10:24 (Bill MacCormick, Phil Manzanera) – Bonus Track

## Musicisti
Frontera
- Phil Manzanera - chitarre
- Robert Wyatt - voce solista, timbales, cabasa accompagnamento vocale, cori
- John Wetton - basso
- Paul Thompson - batteria
- Brian Eno - accompagnamento vocale, cori

Diamond Head
- Phil Manzanera - chitarre
- Brian Eno - chitarra treatment
- Eddie Jobson - strumenti ad arco, pianoforte fender
- John Wetton - basso
- Paul Thompson - batteria

Big Day
- Phil Manzanera - chitarre, tiplè, chitarra fuzz
- Brian Eno - voce
- Brian Turrington - basso
- John Wetton - basso
- Paul Thompson - batteria

The Flex
- Phil Manzanera - chitarre
- Andy Mackay - sassofono soprano, sassofono alto
- Eddie Jobson - tastiere (clavinet elettrico)
- John Wetton - basso
- Paul Thompson - batteria
- Sonny Akpan - congas

Same Time Next Week
- Phil Manzanera - chitarre
- Doreen Chanter - voce solista
- John Wetton - voce solista, basso, mellotron
- Andy Mackay - sassofoni
- Charles Hayward - campane (tree bells)
- Paul Thompson - batteria
- Sonny Akpan - congas

Miss Shapiro
- Phil Manzanera - chitarra, organo, pianoforte, basso, battito delle mani (handclaps)
- Brian Eno - voce, chitarra ritmica, pianoforte, battito delle mani (handclaps)
- Brian Turrington - basso
- Paul Thompson - batteria
- Bill MacCormick - battito delle mani (handclaps)

East of Echo
- Phil Manzanera - chitarre
- Brian Eno - chitarra treatments
- Dave Jarrett - tastiere (themes)
- Bill MacCormick - basso fuzz (themes)
- Charles Hayward - percussioni (themes)
- Ian MacDonald - bagpipes
- John Wetton - basso
- Paul Thompson - batteria, batteria extra

Lagrima
- Phil Manzanera - chitarra
- Andy Mackay - oboe

Alma
- Phil Manzanera - chitarre, organo, tiplè, sintetizzatore archi, voce, basso fuzz
- Bill MacCormick - voce
- Eddie Jobson - sintetizzatore
- John Wetton - basso
- Paul Thompson - batteria

Carhumba
- Phil Manzanera - chitarra
- Mongezi Feza - tromba
- Danny Heibs - basso
- Chyke Hanu - batteria
- Sonny Akpan - congas

Corazon y alma
- Phil Manzanera - chitarra
- Dave Jarrett - tastiere (themes)
- Bill MacCormick - basso fuzz (themes), voce
- Charles Hayward - percussioni

Note aggiuntive
- Phil Manzanera - produttore (per la E.G. Records)
- Registrato al Island Studios di Londra (Inghilterra), dicembre/gennaio 1974/1975
- Rhett Davies - ingegnere delle registrazioni
- Robert Ash - assistente ingegnere delle registrazioni
- Chris Kettle - equipment
- Jon Prew - fotografia copertina
- Ryan Art - design
- Wendy Dagworthy - vestiti
- Sharon Targett-Adams - amore e ispirazione[12][13]